# 출국신고서

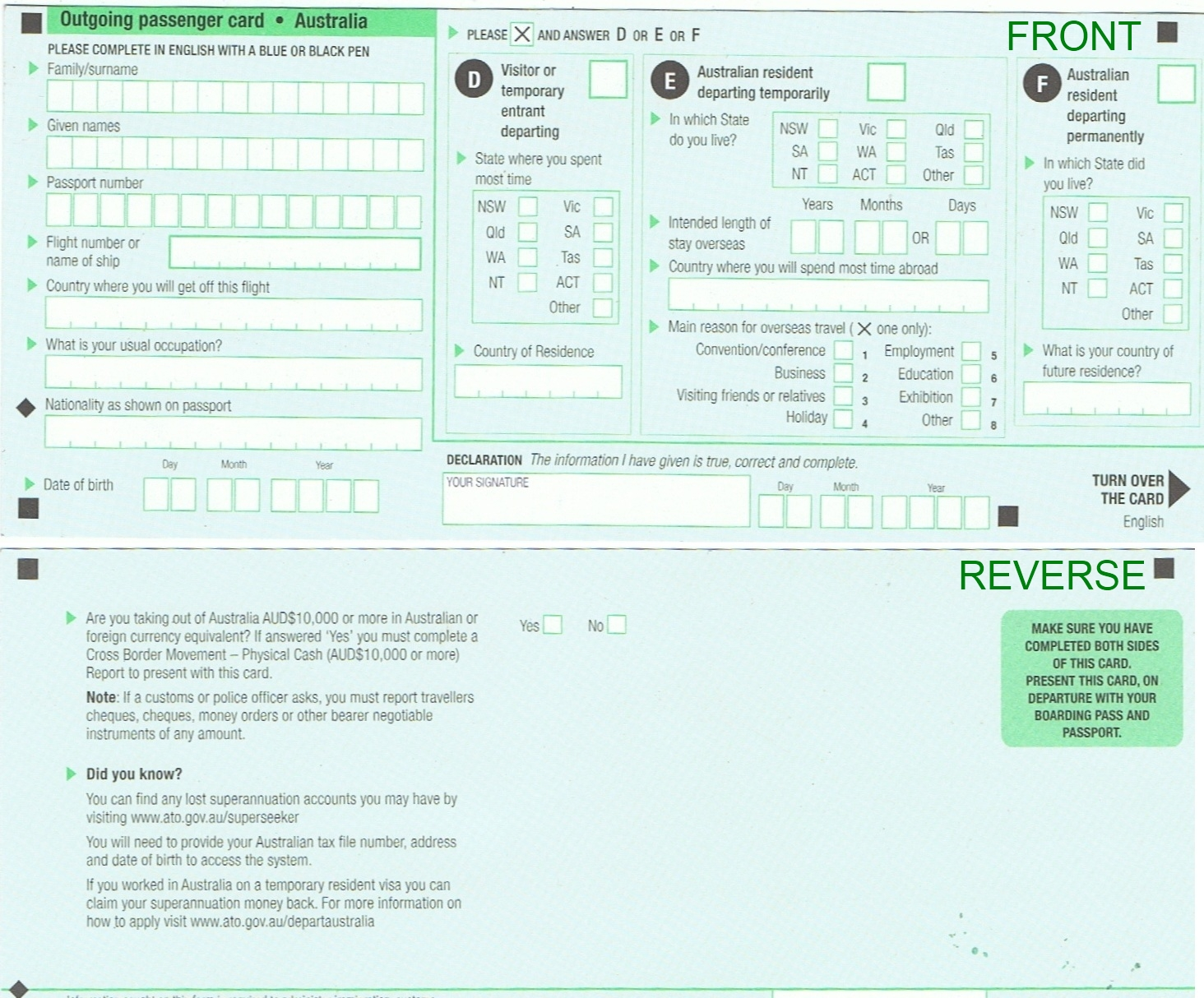
오스트레일리아의 출국신고서.

출국신고서(出國申告書)는 머물던 나라에서 떠나는 것을 증명하는 서류이다. 입국할 때 사용하는 증명서는 입국신고서라고 한다.

## 같이 보기
- 입국신고서
- 탑승권
- 여권